# Ringer-Europameisterschaften 1925
Die Ringer-Europameisterschaften 1925 fanden im Dezember in Mailand statt. Es gab sechs Gewichtskategorien, wobei alle im klassischen (griechisch-römischen Stil) ausgetragen worden sind.

## Ergebnisse
| Gewichtsklasse | Gold            | Silber         | Bronze          |
| -------------- | --------------- | -------------- | --------------- |
| bis 58 kg      | Armand Magyar   | Giovanni Gozzi | Carlo Ponte     |
| bis 62 kg      | Jenő Németh     | Ernst Steinig  | Erik Malmberg   |
| bis 67,5 kg    | Lajos Keresztes | Ludwig Sesta   | Mihály Matura   |
| bis 75 kg      | Fritz Bräun     | Väinö Kokkinen | Mario Gruppioni |
| bis 82,5 kg    | Carl Westergren | Robert Rupp    | László Papp     |
| über 82 kg     | Rudolf Svensson | Raymund Badó   | Edmond Dame     |

## Medaillenspiegel
| Platz | Land               | Gold | Silber | Bronze | Gesamt |
| ----- | ------------------ | ---- | ------ | ------ | ------ |
| 1     | Ungarn             | 3    | 1      | 2      | 6      |
| 2     | Schweden           | 2    | 0      | 1      | 3      |
| 3     | Deutsches Reich    | 1    | 2      | 0      | 3      |
| 4     | Königreich Italien | 0    | 1      | 2      | 3      |
| 5     | Österreich         | 0    | 1      | 0      | 1      |
| 5     | Finnland           | 0    | 1      | 0      | 1      |
| 7     | Frankreich         | 0    | 0      | 1      | 1      |